# Ткаченко Григорій Амвросійович
Григорій Амвросійович Ткаченко (21 січня 1904, село Соколівка Київської губернія, тепер Київської області — 30 вересня 1973, місто Київ) — український радянський партійний діяч, голова Тимчасового управління міста Тернополя, 1-й секретар декількох райкомів КПУ Київської області. Герой Соціалістичної Праці (26.02.1958).

## Життєпис
Народився в селянській родині. З десятирічного віку наймитував у заможних селян і поміщика.
У 1920-х роках обирався головою сільського комітету бідноти, головою сільської ради, секретарем партійної організації машинно-тракторної станції, головою колгоспу в Гребінківському і Попільнянському районах.
Член ВКП(б) з 1929 року.
Після закінчення Вищої сільськогосподарської комуністичної школи працював директором Київської обласної школи перепідготовки колгоспних працівників.
З 1937 року — 1-й секретар Уманського районного комітету КП(б)У Київської області.
З 1938 до листопада 1939 року — 1-й секретар Рокитнянського районного комітету КП(б)У Київської області.
З жовтня 1939 року — голова Тимчасового управління міста Тарнополя. 22 жовтня 1939 року обраний депутатом Народних Зборів Західної України, був членом Секретаріату Народних Зборів.
З листопада 1939 року — 2-й секретар Тарнопільського міського комітету КП(б)У Тарнопільської області.
У 1940 — липні 1941 року — 1-й секретар Шумського районного комітету КП(б)У Тарнопільської області.
З серпня 1941 року — в Червоній армії на партійно-політичній роботі, учасник німецько-радянської війни. З серпня 1941 роки служив старшим інструктором 4-го відділення 5-ї армії, з жовтня 1941 року — старший інструктор 4-го відділу Політичного управління Південно-Західного фронту. Відповідав за перекидання радянських партизанських загонів в німецький тил, а також підбір кадрів для партизанського руху. Брав безпосередню участь в бойових діях, в тому числі в Сталінградській битві. Потім служив заступником командира із політичної частини 306-го гвардійського зенітно-артилерійського полку Резерву головного командування. Війну завершив у званні гвардії майора на території Німеччини.
З 1946 до 1970 року — 1-й секретар Білоцерківського районного комітету КПУ Київської області (в 1962—1965 роках — секретар партійного комітету Білоцерківського виробничого колгоспно-радгоспного управління Київської області).
Потім — персональний пенсіонер союзного значення. Помер після важкої тривалої хвороби.

## Звання
- гвардії майор

## Нагороди
- Герой Соціалістичної Праці (26.02.1958)
- орден Леніна (26.02.1958)
- два ордени Трудового Червоного Прапора
- орден Червоного Прапора (21.04.1945)
- орден Вітчизняної війни ІІ ст. (20.08.1944)
- орден Червоної Зірки (29.01.1943)
- медаль «За оборону Сталінграда» (1943)
- медаль «За оборону Києва»
- медаль «За звільнення Варшави»
- медаль «За взяття Берліна»
- медаль «За перемогу над Німеччиною у Великій Вітчизняній війні 1941—1945 рр.»
- медаль «Заслуженим на полі Слави» (Польська Народна Республіка)
- медалі
- Почесна грамота Президії Верховної Ради Української РСР (1964)